# Olios freyi
Olios freyi là một loài nhện trong họ Sparassidae.
Loài này thuộc chi Olios. Olios freyi được Roger de Lessert miêu tả năm 1929.